# SpongeBob Moves In
SpongeBob Moves In (Bob Esponja: Dono do Pedaço, no Brasil) foi um jogo eletrônico de construção de cidade desenvolvido pela Kung Fu Factory, publicado e distribuído pela Nickelodeon. O videojogo é baseado na série animada de televisão americana Bob Esponja Calça Quadrada e foi lançado para iOS e Android em 6 de junho de 2013. 
No jogo, o jogador constrói a Fenda do Biquíni da maneira que preferir e têm a tarefa de manter os moradores felizes, realizando seus desejos. Enquanto o jogador avança no jogo, ele pode desbloquear histórias não contadas na série exclusivos ao app sobre como seus personagens, incluindo Bob Esponja, Patrick Estrela, Seu Siriguejo, Sheldon Plankton, Lula Molusco e Sandy Bochechas chegaram pela primeira vez na cidade. Estas histórias foram escritas pelo elenco de escritores do desenho, e são contadas por meio de curtas de animação. 

## Jogabilidade
Em SpongeBob Moves In, os jogadores podem personalizar a aparência da Fenda do Biquíni com diferentes personagens, construções e acessórios. Nesta busca contínua para manter os moradores felizes, que concede os seus desejos, os jogadores devem preencher uma barra medidora de felicidade da cidade através da coleta de estrelas de felicidade. Os habitantes da parte inferior da Fenda do Biquíni desejam por comida e presentes de vários estabelecimentos, como "hambúrgueres de Siri" do Siri Cascudo. Uma vez que seu desejo é concedido, o jogador pode coletar moedas de ouro, estrelas de felicidade, ou uma receita para adicionar a sua coleção. Quando o medidor de felicidade está cheia, os jogadores avançar para o próximo nível no jogo, ganhando moedas, experiência de jogo, e desbloquear mais missões, edifícios e acessórios para comprar na loja. Durante todo o jogo, os jogadores ganham moedas de ouro e medusas como recompensa para a realização de várias atividades, como cumprindo os desejos, acrescentando edifícios, tornando receitas, coleta de aluguel, e expandir a sua cidade. Os jogadores podem comprar áreas adicionais de terras, ingredientes, edifícios e decorações utilizando as moedas de jogo e geleia de águas-vivas que ganharam.

## Lançamento
O jogo foi lançado em todo o mundo através da App Store do iPhone, iPad e iPod Touch no dia 6 de junho de 2013. Steve Youngwood, o gerente geral de Produtos Digitais do Grupo Nickelodeon disse que "milhões de fãs ao redor do mundo experimentaram a diversão e magia do Bob Esponja na televisão todos os dias, e agora eles possam viver suas próprias aventuras na Fenda do Biquíni em SpongeBob Moves In quando e onde quiserem". O jogo custava US$ 3,99 (o preço de lançamento era US$ 1,99), com compras no aplicativo que variavam de US$0,99 até US$99,99. 

## Recepção
Desde o lançamento do jogo, em 6 de junho de 2013, SpongeBob Moves In foi um dos principais aplicativos na App Store. Para a semana que terminou em 01 de julho de 2013, o jogo classificado na posição # 6 na Charts App Store Oficiais das Top Paid Apps iPhone, e em # 4 no Top Paid Apps iPad. Na semana seguinte, o jogo foi classificado em # 5 no iPad Top Paid Apps. 
SpongeBob Moves In foi recebido com opiniões mistas dos críticos, principalmente devido às compras no aplicativo, que são caras. Peter Willington, da Pocket Gamer disse: "Eu ainda amo a música, e é claramente o melhor aspecto do jogo -, mas se é isso que você está procurando, provavelmente é melhor você assistir o desenho em vez de gastar o seu suado dinheiro. "
SpongeBob Moves In também está entre os dez jogos móveis para crianças com opções de compra de até £ 69,99, escolhido pela equipe de Stuart Dredge, do The Guardian. Amy Cheung, do iTouchApps.com disse: "Pelo amor de Deus, se você baixar isso para os seus filhos, deve se certificar de que sua opção de compras em aplicativos estão desligadas, ou então você pode esperar uma fatura de cartão de crédito bastante robusta no final do mês. " Ela acrescentou: "Para mim SpongeBob Moves In oferece nada de novo e o fato de que nem sequer é um download gratuito faz deste um jogo que eu de modo algum possa recomendar."  David Oxford, do Slide to Play disse que "Loucura como o meta-aspecto do jogo é mais interessante e mais verdadeiro para o desenho do que o jogo em si, não é?" 
Por outro lado, Pip Elwood, da Entertainment Focus deu ao jogo 6 de 10 estrelas e escreveu "SpongeBob Moves In é um jogo viciante. Nós passamos horas jogando, e encontramos a alegria de estar imerso na Fenda do Biquíni." Ele acrescentou: "Nós pensamos que as compras no aplicativo devem ser reconsideradas, mas no geral, nós gostamos." 